# Ligne M3 du métro de Budapest
Pour les articles homonymes, voir M3.
La ligne M3 du métro de Budapest (en hongrois : Budapesti M3-as metróvonal) est l'une des quatre lignes du réseau métropolitain budapestois. Mise en service par sections entre 1976 et 1990, elle relie le nord et le sud de la rive orientale du Danube.

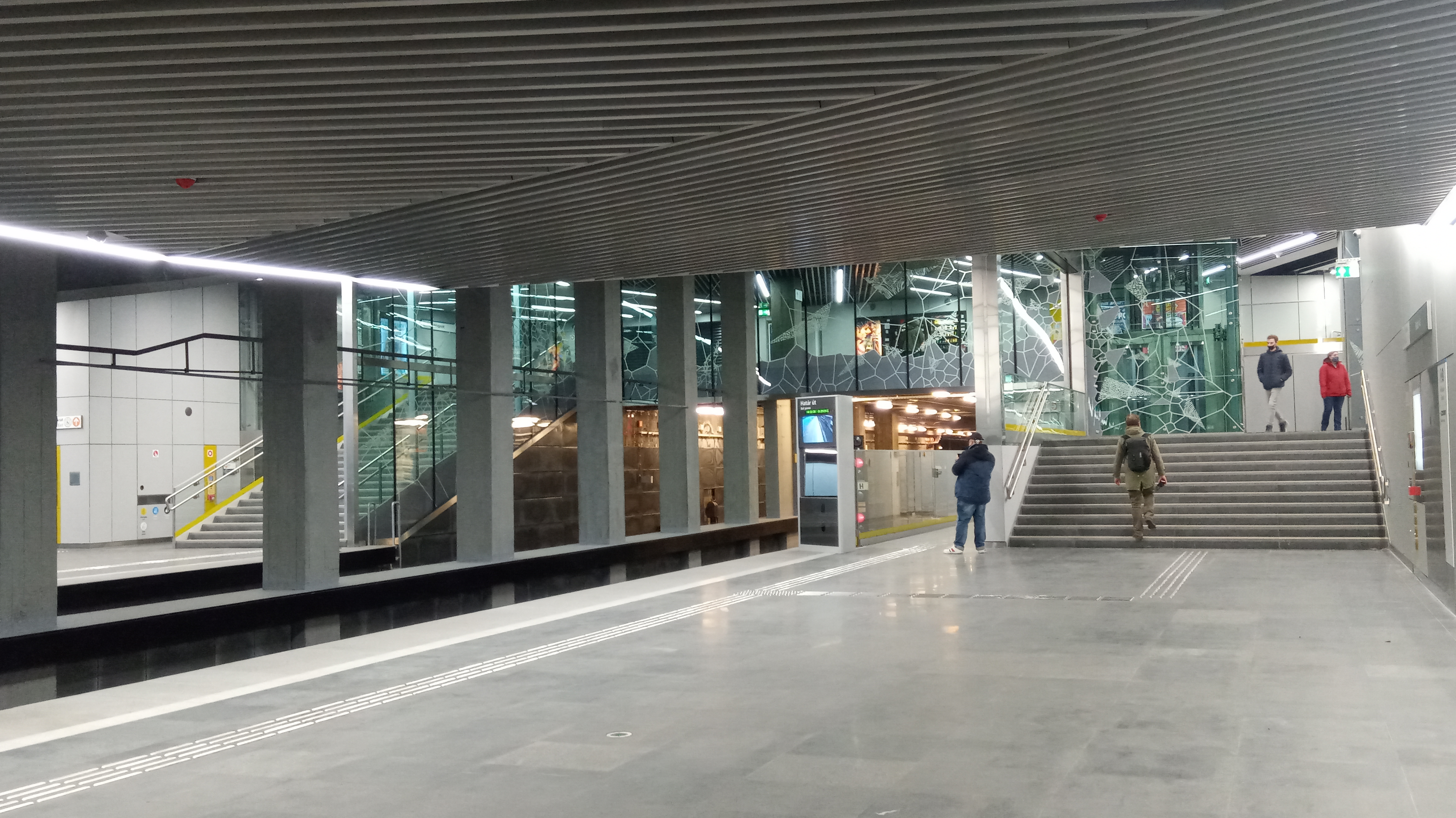
Rames à la station Határ út

## Histoire
Le premier tronçon est mis en service en 1976 et l'ensemble de la ligne est opérationnel en 1990.

### Mises en service
| Tronçon                         | Date d'ouverture | Longueur | Stations |
| ------------------------------- | ---------------- | -------- | -------- |
| Deák Ferenc tér – Nagyvárad tér | 31 décembre 1976 | 4,1 km   | 6        |
| Nagyvárad tér – Kőbánya–Kispest | 29 mars 1980     | 4,9 km   | 5        |
| Deák Ferenc tér – Lehel tér     | 30 décembre 1981 | 2,4 km   | 3        |
| Lehel tér – Árpád híd           | 5 novembre 1984  | 1,7 km   | 2        |
| Árpád híd – Újpest–Központ      | 14 décembre 1990 | 3,4 km   | 4        |
| Total                           |                  | 16,5 km  | 20       |

## Projet d'extension de la ligne
Des projets d'extension de la ligne existent pour ainsi dire depuis sa conception. Un contrat d'extension vers le nord avec quatre stations nouvelles a été signé fin 2018. Les travaux n'ont toutefois pas commencé.

## Caractéristiques

### Stations
Elle comporte 20 stations sur son parcours.
|  |   |  | Station                       | Desserte                                         | Correspondances                                                                                            |
|  | - |  | ----------------------------- | ------------------------------------------------ | --- |
|  | o |  | Kőbánya-Kispest 1980          | 10e arr., 19e arr. Gare ferroviaire              | 100a 142 150 68 85 85E 93 93A 98 98E 132E 136 148 151 182 182A 184 193E 202E 268 282E 284E 200E ↔ Aéroport |
|  | o |  | Határ út 1980                 | 9e arr., 10e arr., 19e arr.                      | 42 50 52 66 66B 66E 84E 89E 94E 99 123 123A 142E 194 194B 294E                                             |
|  | • |  | Pöttyös utca 1980             | 9e arr., 10e arr.                                | |
|  | o |  | Ecseri út 1980                | 9e arr., 10e arr.                                | 3 181 254E 281                                                                                             |
|  | o |  | Népliget 1980                 | 8e arr., 9e arr., 10e arr. Gare routière         | 1 1M 254E                                                                                                  |
|  | o |  | Nagyvárad tér 1976            | 8e arr., 9e arr.                                 | 23 24 281                                                                                                  |
|  | • |  | Semmelweis Klinikák 1976      | 8e arr., 9e arr.                                 | |
|  | o |  | Corvin-negyed 1976            | 8e arr., 9e arr.                                 | 4 6 |
|  | o |  | Kálvin tér 1976               | 5e arr., 8e arr., 9e arr.                        | 47 48 49 72 83 9 15 100E ↔ Aéroport                                                                        |
|  | • |  | Ferenciek tere 1976           | 5e arr., 8e arr., 9e arr.                        | 5 7 8E 15 107 108E 110 112 133E                                                                            |
|  | o |  | Deák Ferenc tér 1976          | 5e arr., 7e arr., 8e arr.                        | 47 48 49 72 9 16 105 178 210 210B 216 100E ↔ Aéroport                                                      |
|  | • |  | Arany János utca 1981         | 5e arr., 6e arr.                                 | 72 9 15 |
|  | o |  | Nyugati pályaudvar 1981       | 6e arr., 13e arr. Gare ferroviaire               | 4 6 72 73 9 26 91 191 226 291 2 70 71 100a                                                                 |
|  | o |  | Lehel tér 1981                | 13e arr.                                         | 14 76 15                                                                                                   |
|  | • |  | Dózsa György út 1984          | 13e arr.                                         | 75 79 |
|  | o |  | Göncz Árpád városközpont 1984 | 13e arr. Gare routière d'Árpád híd               | 1 1M 26 32 34 106 120                                                                                      |
|  | • |  | Forgách utca 1990             | 13e arr.                                         | 32 |
|  | • |  | Gyöngyösi utca 1990           | 13e arr.                                         | 15 105 210 210B                                                                                            |
|  | o |  | Újpest-városkapu 1990         | 4e arr., 13e arr. Gare ferroviaire Gare routière | 104 104A 121 122E 196 196A 204 2                                                                           |
|  | o |  | Újpest-központ 1990           | 4e arr.                                          | 12 14 25 30 30A 104 104A 120 147 170 196 196A 204 220 230 270                                              |

### Matériel roulant
La ligne M3 est exploitée avec des rames à conduite manuelle de type 81-717/714. 
Les 37 rames de 6 véhicules de la ligne 3 de la série 81–717/714 ont été rénovées par Metrowagonmash en 2016-2018. Ces véhicules rénovés ne donnent pas entière satisfaction au client.

## Exploitation et fréquentation
La vétusté de la ligne nécessitait une rénovation complète de la ligne depuis plusieurs années. Ce n'est qu'en 2016 qu'un appel d'offres fut lancé. Les contrats ne furent toutefois signés qu'en 2017. La rénovation est en cours et certaines stations sont fermées.